# Monumento a James Oglethorpe
El Monumento a James Oglethorpe es un monumento público en la plaza Chippewa de la ciudad de Savannah, en el estado de Georgia (Estados Unidos). El monumento honra a James Oglethorpe, el fundador de la Provincia de Georgia, quien estableció la ciudad de Savannah en 1733. Los esfuerzos para erigir el monumento comenzaron en 1901 y fueron dirigidos por miembros de varios grupos patrióticos de la ciudad, quienes obtuvieron fondos del gobierno para el monumento. El monumento consiste en una estatua de bronce de Oglethorpe, diseñada por Daniel Chester French, sobre un gran pedestal de granito diseñado por Henry Bacon. Se dedicó en 1910, en una ceremonia que atrajo a varios miles de espectadores y contó con la presencia de varios funcionarios gubernamentales notables.

## Historia

### Fondo
James Oglethorpe fue un soldado y filántropo que fundó la Provincia de Georgia en 1732, después de que el Parlamento de Gran Bretaña concediera una carta a los fideicomisarios de Georgia. En noviembre de ese año, Oglethorpe y un grupo de más de cien personas zarparon de Inglaterra para colonizar la nueva provincia, y el 12 de febrero de 1733, estos colonos establecieron la ciudad de Savannah, en Yamacraw Bluff en el río Savannah. Oglethorpe estuvo directamente involucrado en el crecimiento de la colonia durante los siguientes años y lideró las defensas de la colonia durante la Guerra del Asiento contra el Imperio español, que comenzó en 1739. En 1742, las fuerzas bajo el mando de Oglethorpe repelieron con éxito la invasión española de Georgia, y al año siguiente, Oglethorpe dirigió un ataque fallido contra el asentamiento español de la ciudad de San Agustín. Después de esto, Oglethorpe fue llamado a regresar a Inglaterra, donde finalmente murió en 1785.

### Construcción
El 18 de mayo de 1901, el Tribunal Superior del Condado de Chatham otorgó a la Asociación de Monumentos de Oglethorpe un estatuto. La asociación fue fundada con el objetivo de recaudar fondos y coordinar esfuerzos entre varios grupos patrióticos para la erección de un monumento en honor a Oglethorpe en Savannah. La asociación estaba compuesta por seis representantes de cada uno de cuatro grupos patrióticos: la Sociedad de Georgia de Damas Coloniales de América, los Hijos de la Revolución, las Hijas de la Revolución Americana y la Sociedad de Guerras Coloniales. La asociación celebró su primera reunión el 28 de noviembre de 1902 y para 1905 había recaudado unos 5000 dólares.
Ese verano, el presidente de Colonial Dames instó a los representantes estatales del condado de Chatham a asegurar la ayuda para el monumento de la Asamblea General de Georgia, y el 12 de julio presentaron una resolución conjunta a la Cámara de Representantes de Georgia para disponer la construcción del monumento. Monumento. El 10 de agosto, la resolución pasó por el comité de asignaciones recomendando que se asignaran 15 000 dólares para la construcción del monumento. La resolución fue rechazada y reconsiderada varias veces en el próximo año en la Asamblea General. Finalmente, el 13 de agosto, la Cámara de Representantes aprobó una versión enmendada del proyecto de ley, y dos días después fue aprobada por el Senado de Georgia. Luego, la resolución fue convertida en ley por el gobernador de Georgia, Joseph M. Terrell. Una enmienda añadida a la resolución del 2 de agosto de 1906 estipulaba que el monumento sería erigido en la plaza Chippewa, que era propiedad estatal. El gobierno estatal asignó la asignación de 15 000 dólares en incrementos de la mitad entre 1907 y 1908.
Tras la aprobación de la resolución, el gobernador reunió una comisión de siete personas para supervisar el proyecto. En el otoño de 1906, la comisión seleccionó al escultor Daniel Chester French, quien en ese momento estaba asociado con el arquitecto Henry Bacon, para diseñar el monumento. French diseñó la estatua de Oglethorpe, mientras que Bacon fue responsable del diseño del pedestal. Varios años más tarde, los dos colaborarían para diseñar el Monumento a Lincoln en Washington D. C. Al diseñar la estatua, French decidió retratar a Oglethorpe como un comandante militar, y se basó en muchos retratos de Oglethorpe para asegurar una representación precisa.
El 10 de mayo de 1909, varios miembros de la comisión comparecieron ante el gobierno de la ciudad de Savannah y solicitaron 15 000 dólares en fondos adicionales para el monumento, habiéndose dado cuenta poco antes de que el costo del monumento no podría cubrirse con los fondos disponibles en ese momento. El gobierno aprobó la solicitud y los grupos patrióticos recaudaron fondos adicionales. El costo total del monumento fue de 38 000 dólares. En 1910, dos bustos de los generales del Ejército de los Estados Confederados Francis S. Bartow y Lafayette McLaws fueron retirados de Chippewa Square para dar paso al monumento de Oglethorpe. Estos bustos fueron reubicados cerca del Monumento Confederado (ahora el Monumento a la Guerra Civil) en Forsyth Park.

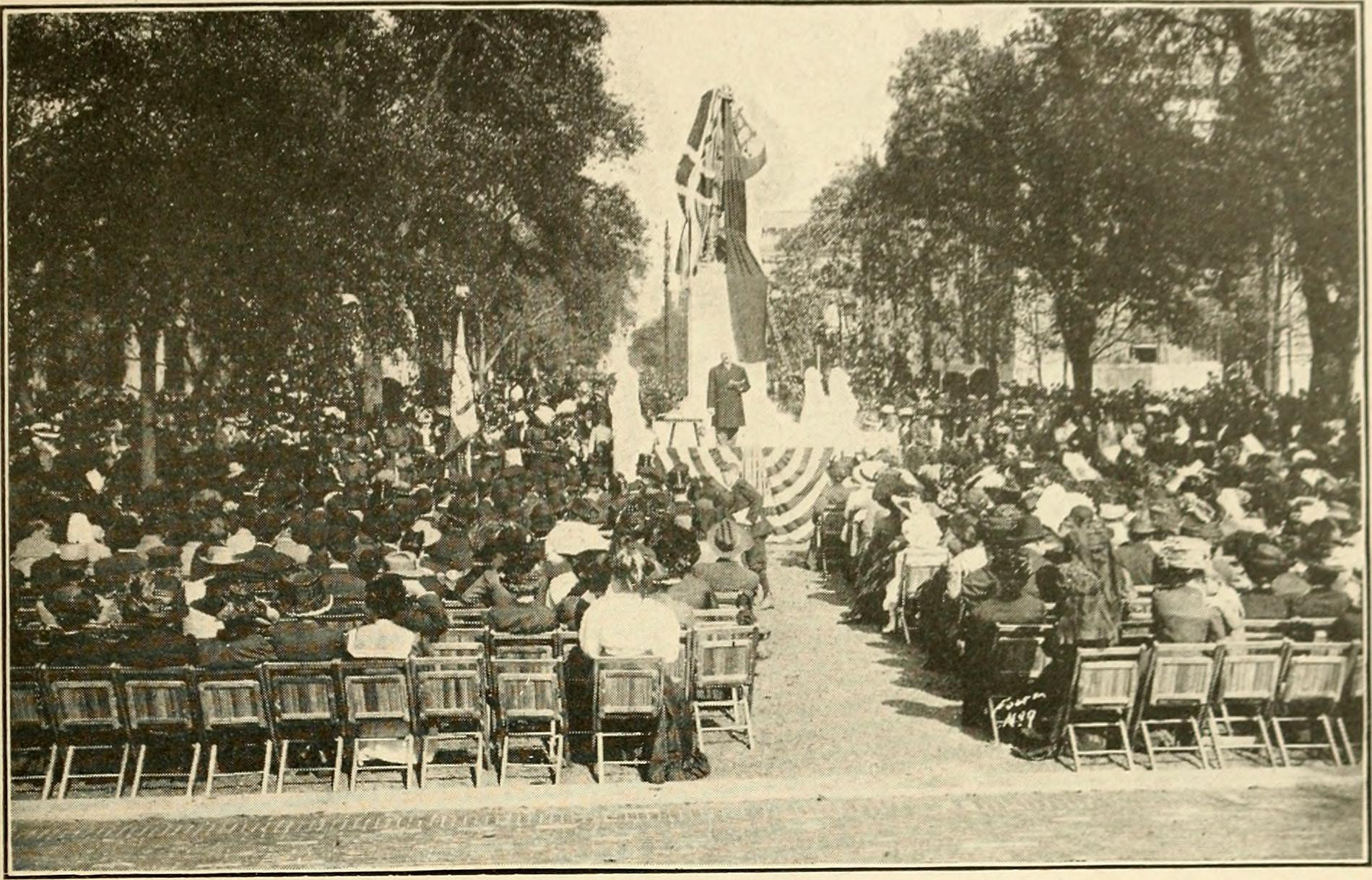
Ceremonia de dedicación del monumento.

El monumento fue inaugurado el 23 de noviembre de 1910. Antes de su inauguración, estaba cubierto por las banderas de Georgia e Inglaterra. La ceremonia fue un gran evento al que asistieron muchas personas notables. También asistieron varias compañías militares y miles de espectadores. La invocación del monumento fue dada por el obispo Frederick F. Reese de la Diócesis Episcopal de Georgia. Después de esto, se hicieron múltiples discursos, incluido uno de A. Mitchell Innes, entonces embajador británico interino. Después de estos discursos, French y el presidente de la comisión llevaron a Brown y J. J. Wilder, presidente de la Sociedad de Damas Coloniales de América, al monumento, donde los dos quitaron las banderas y develaron oficialmente el monumento.
Al día siguiente, Día de Acción de Gracias, los Georgia Bulldogs y los Auburn Tigers jugaron su partido anual de rivalidad de fútbol en un campo cerca de Chippewa Square como parte de otras celebraciones por el monumento. Los gobernadores de Georgia y Alabama (donde se encuentra la Universidad de Auburn ) estaban entre las 5000 personas que asistieron.

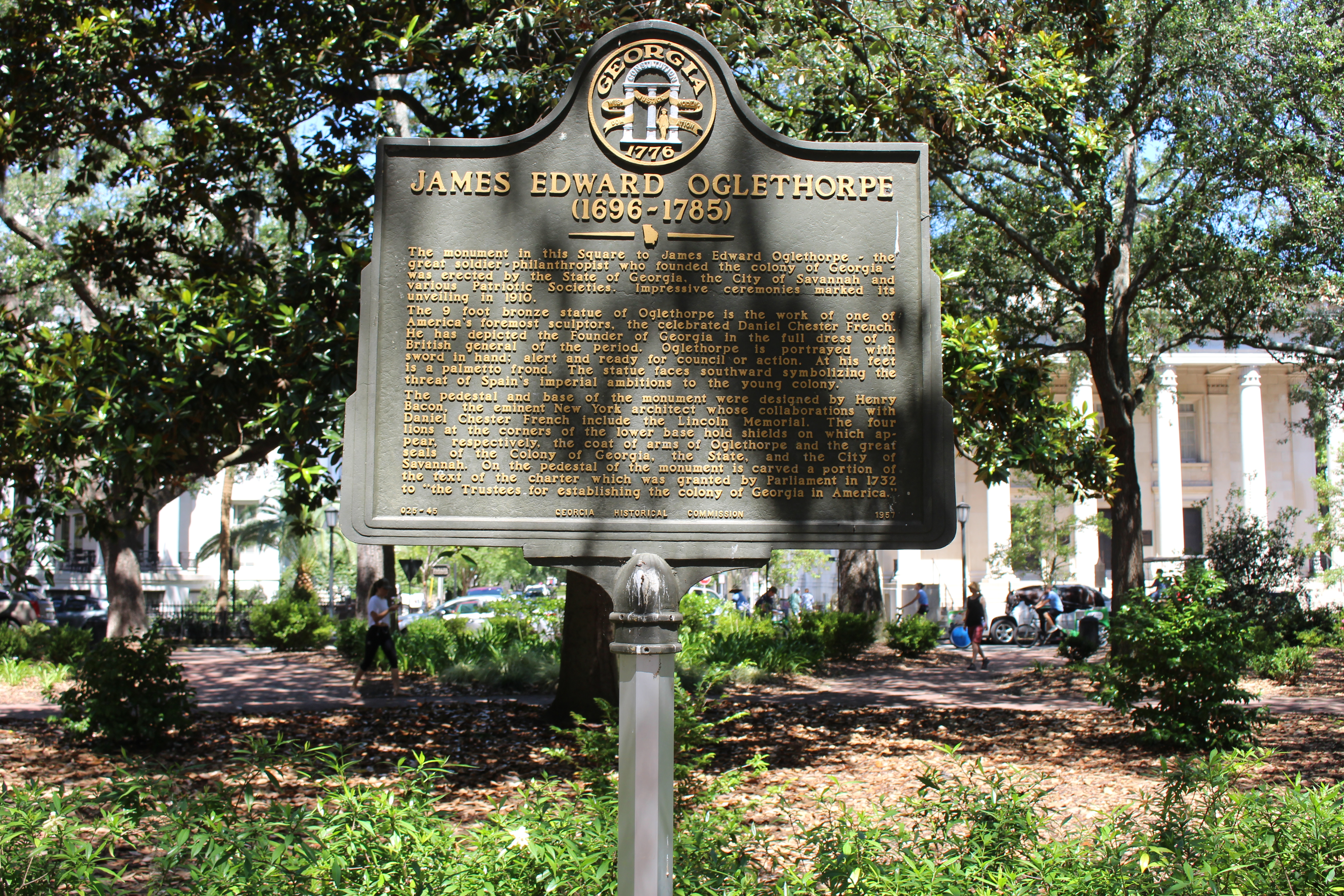
Marcador histórico de Georgia para el monumento

En 1957, la Comisión Histórica de Georgia erigió un marcador histórico de Georgia cerca del monumento, que describe su historia.

## Diseño

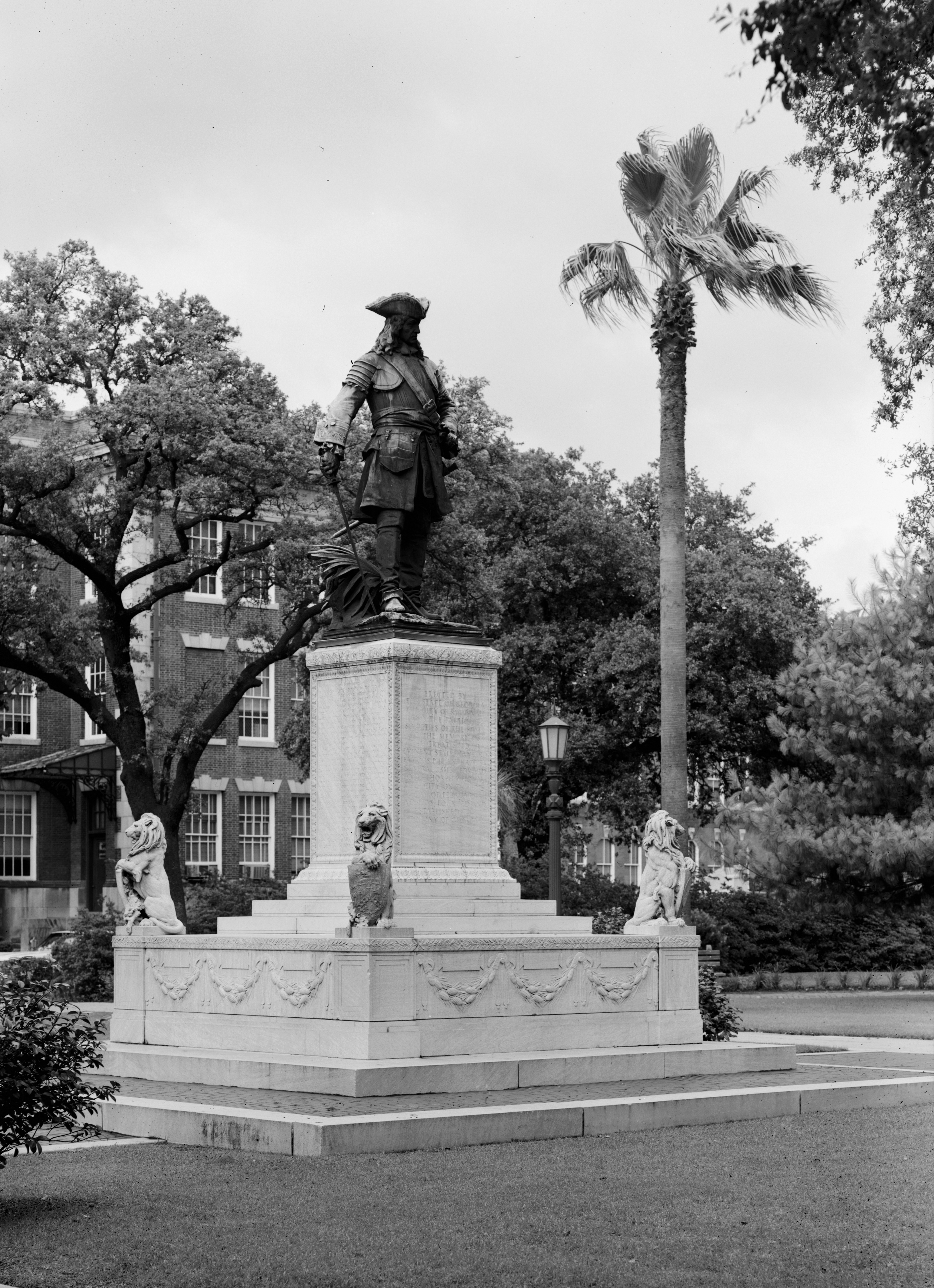
Imagen de la Encuesta de edificios históricos estadounidenses del monumento

La estatua de Oglethorpe está hecha de bronce y mide 2,7 m de alto. Se representa a Oglethorpe vistiendo un uniforme militar contemporáneo de la década de 1700, que incluye una coraza, un chaleco, botas y un tricornio. Además, lleva una peluca similar a la que se le representa. Oglethorpe sostiene una espada en su mano, y una hoja de palma enana está al lado de sus pies. La estatua mira hacia el sur, lo que, según la Sociedad Histórica de Georgia, simboliza "la amenaza de las ambiciones imperiales de España para la joven colonia".
El pedestal de la estatua está hecho de mármol gris rosado y fue diseñado en estilo renacentista italiano. El pedestal en sí descansa sobre una gran base cuadrada que tiene cuatro leones rampantes, uno en cada esquina. Cada león sostiene un escudo que representa el escudo de armas personal de Oglethorpe y los sellos del estado de Georgia, la colonia de Georgia y la ciudad de Savannah. La base está además decorada con guirnaldas. Parte de la carta original otorgada a Oglethorpe por el Parlamento está inscrita en el monumento, mientras que en el lado sur del monumento está inscrito lo siguiente:

Erected by
The State of Georgia
The City of Savannah,
 And the Patriotic
Societies of the State
To the Memory of
The Great Soldier
Eminent Statesman, and
Famous Philanthropist,
General James Edward Oglethorpe who in
This City on the 12th
Day of February
A. D. 1733 Founded and
Established the
Colony of Georgia